# Públio Minúcio Augurino
Públio Minúcio Augurino (em latim: Publius Minucius Augurinus) foi um político patrício do início da República Romana que serviu como cônsul emn 492 a.C.

## Família
Embora a gente Minúcia tenha sido tradicionalmente conhecida como plebeia, sua origem é patrícia e é deste ramo de que Minúcio Augurino descende. Ele era irmão de Marco Minúcio Augurino, que serviu como cônsul em 497 e 491 a.C. Já o cognome "Augurinus" era característico de diversas famílias das gentes Genúcia e Minúcia. A palavra em si era derivada da palavra latina para "augúrio".

## História
Durante seu consulado, em 492 a.C., o colega de Minúcio foi Tito Gegânio Macerino. Neste ano, os cônsules tiveram que lidar com uma fome em Roma e focaram seus esforços em conseguir carregamentos de cereais de toda a Itália. A fome foi resultado direto da paralisação do trabalho dos plebeus nas fazendas durante a secessão da plebe, terminada no ano anterior. Emissários foram enviados de navio para comprar cereais nas cidades costeiras da Etrúria, dos volscos e de outros povos. Como muitos vizinhos de Roma eram inimigos por causa de conflitos anteriores, emissários foram também até Cumas e a Magna Grécia. Em Cumas, conseguiram realizar a compra, mas o tirano Aristodemo, que havia sido nomeado herdeiro dos reis exilados de Roma, tomou os navios romanos como restituição pelas posses dos Tarquínios tomadas pela República Romana quando a família do rei foi exilada. As tentativas romanas de comprar cereais também foi dificultada no território dos volscos, inclusive pelos Pântanos Pontinos. Por causa das guerras recentes contra Roma, os comerciantes de milho ameaçaram com violência se ele fosse vendido aos romanos. Finalmente, os cereais foram obtidos na Etrúria e levados à Roma pelo rio Tibre. Uma quantidade ainda maior foi importada no ano seguinte da Magna Grécia e a questão de como os suprimentos deveriam ser distribuídos entre os cidadãos levou ao exílio e deserção de Caio Márcio Coriolano
Também em 492 a.C., novas lutas contra os volscos ameaçaram Roma. Porém, uma epidemia se espalhou entre eles e a guerra foi evitada, mas os romanos tomaram medidas para proteger sua posição. Novos colonos romanos foram enviados para a cidade de Velitrae e uma nova colônia foi fundada em Norba